# Daniel Syssoïev
 (janvier 2021).
Daniel Alexeïevitch Syssoïev (en russe : Даниил Алексеевич Сысоев), né en 1974 et mort en 2009, est un prêtre orthodoxe russe qui fut recteur de l'église Saint-Thomas dans le sud de Moscou.

## Biographie
Daniel Syssoïev est né dans une famille de dissidents soviétiques. Son père était Alexeï Syssoïev, archiprêtre de la cathédrale Saint-Jean-le-Théologien du district de Iassenevo. De ses propres mots, « il est à moitié russe, à moitié tatar ». Son arrière-grand-père maternel était mollah.
Pendant l'été 1988, il participe aux travaux de restauration du monastère d'Optina, où il fait la connaissance du futur hiéromoine  Vassili (Rosliakov), tué le 18 avril 1993 avec les moines Trophime (Tatarnikov) et Phéraponte (Pouchkariov).
Les sermons du Père Daniel Syssoïev ont été publiés dans une série de livres. Expliquant l'enseignement de l'Église orthodoxe, Syssoïev a utilisé le terme d' « uranopolitisme ».

### Mort
Il a été tué dans une église orthodoxe russe par un tireur masqué le 19 novembre 2009. Syssoïev était connu pour son activité missionnaire, y compris auprès de la communauté musulmane de Russie, des néo-païens et des protestants russophones. En décembre 2009, le meurtre dun Père Syssoïev a été revendiqué par un groupe islamique militant basé dans le Caucase du Nord. Selon une déclaration faite par des islamistes russes et publiée sur kavkazcenter.com 

« Un de nos frères qui n'est jamais allé dans le Caucase a prêté le serment de (l'ancien président tchétchène indépendant Dokou Oumarov) et a exprimé son désir d'exécuter le maudit Syssoïev. »

Le hiéromoine Job Goumerov et le clergé considèrent que l'assassinat du Père Syssoïev est celui d'un martyr,.
237 prêtres et plus de 1 000 laïcs étaient présents au service funéraire Le patriarche Cyrille est venu à ses funérailles.